# NGC 6833
NGC 6833 – mgławica planetarna położona w gwiazdozbiorze Łabędzia. Została odkryta 8 maja 1883 roku przez Edwarda Pickeringa.
W świetle widzialnym czy na zdjęciach z przeglądów fotograficznych wygląda jak zwykła gwiazda. By dostrzec jej prawdziwą naturę należy użyć specjalnych filtrów (np. O III), które blokują prawie całe światło, oprócz tego emitowanego przez gaz międzygwiazdowy.